# Air Comet Chile
Air Comet Chile (mã IATA = 3I, mã ICAO = DLU) là hãng hàng không, trụ sở ở Santiago, Chile. Hãng có các tuyến đường quốc nội. Căn cứ chính của hãng ở Sân bay quốc tế Comodoro Arturo Merino Benítez, Santiago.

## Lịch sử
Hãng được Grupo Marsans thành lập năm 2004 dưới tên Aerolíneas del Sur và bắt đầu hoạt động từ tháng 12/2004, sau khi được sự chấp thuận của Cơ quan hàng không dân dụng Chile vào tháng 11/2004. Hãng do Grupo Marsans làm chủ. Vào quý 4 năm 2007 hãng đổi tên thành Air Comet Chile, như 1 hãng phụ của Air Comet của Tây Ban Nha. Hiện nay Air Comet Chile là hãng hàng không lớn thứ ba của Chile.

## Các nơi đến
(Tháng 12/2007):
- Iquique
- Antofagasta
- Calama
- Concepción
- Temuco
- Puerto Montt
- Balmaceda
- Punta Arenas

## Đội máy bay
(Tháng 3/2008):
- 7 Boeing 737-200

Tính tới tháng 3/2008, tuổi trung bình các máy bay của Air Comet Chile là 26.8 tuổi().